# Théâtre-musée des Capucines
Pour les articles homonymes, voir Musée Fragonard.
Le théâtre-musée des Capucines, également connu comme le théâtre des Capucines musée Fragonard, est un musée privé consacré à la parfumerie, il est situé dans le 2e arrondissement de Paris au 39 boulevard des Capucines, Paris, France. Il est fermé le dimanche, l'entrée est gratuite.
Le musée a été créé en 1993 par la société Fragonard dans un ancien théâtre, le théâtre des Capucines, datant de 1889. Il expose des alambics, des flacons de laboratoire, pots-pourris, et des torréfacteurs de parfum, ainsi que les animaux et les plantes qui fournissent les matières premières pour la parfumerie. Une collection de flacons de parfum illustre 3 000 ans de fabrication.